# تايرون هال
تايرون هال (بالإنجليزية: Tyrone Hall)‏ (17 يناير 1989 بماريلند في الولايات المتحدة - ) هو لاعب كرة قدم أمريكي في مركز الوسط. لعب مع Charlotte Eagles ‏ وEmpire Strykers ‏ وPennsylvania Roar ‏ وSporting Kristina ‏ وTacoma Stars ‏.

## وصلات خارجية
- تايرون هال على موقع قاعدة بيانات كرة القدم.إي يو (الإنجليزية)